# Арамейские языки
Араме́йские языки́ (Arāmāyā; древнеарамейский: 𐤀𐤓𐤌𐤉𐤀; имперский арамейский: 𐡀𐡓𐡌𐡉𐡀; иудео-арамейский אַרָמָיָא, классический сирийский: ܐܪܡܝܐ) — группа языков в составе семитской языковой семьи. В древности имперский арамейский язык выполнял роль международного языка на значительной территории Ближнего Востока.
«Арамеями» в древности называли группу западносемитских племён, кочевавших примерно на территории современной Сирии. Язык их (а точнее, группа родственных диалектов) был весьма близок ханаанейским языкам, в частности, ивриту. Арамеи никогда не образовывали единый народ и не имели единого государства. Язык их, тем не менее, вёл себя чрезвычайно экспансивно, непрерывно расширяя свою территорию.
Арамейский выполнял роль лингва франка во всём регионе Ближнего Востока, вытеснив из употребления аккадский язык в Ассирии и Вавилонии. По-арамейски общались послы и купцы в Израиле и Иудее. Особенно усилилось положение арамейского языка в эпоху Древнеперсидского царства Ахеменидов, существовавшего в VI—IV веках до н. э.
В эллинистическую эпоху и вплоть до арабского завоевания (VII век н. э.) арамейский успешно конкурировал с греческим, оставляя за всеми остальными семитскими языками роль местных наречий. Один из арамейских языков был разговорным языком Иудеи во времена Иисуса Христа.
В Европе до второй половины XIX века арамейский язык называли «халдейским» (по названию халдеев).

## Состав
Все арамейские языки можно разделить на две большие группы: западные (Палестина, Дамаск) и восточные (центральная Сирия и Месопотамия). Наибольшее количество письменных памятников обеих групп сохранилось в еврейских источниках: таргумы, Иерусалимский Талмуд (западная группа), Вавилонский Талмуд (восточная группа). Помимо этих больших текстов встречается огромное количество меньших документов самого различного жанра, а также глосс (арамейских слов, вкраплённых в тексты на других языках). Лексические единицы арамейского происхождения заметны также в лексике современного языка идиш (предполагается, что еврейско-арамейские языки были основным средством общения евреев начиная с первых веков н. э. и вплоть до широкого распространения идиша).

## Система письма

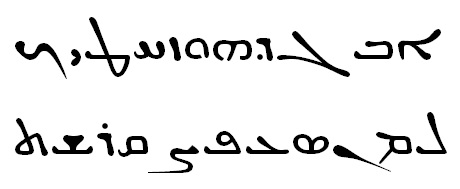
Сирийский алфавит

Первая письменность, которой был записан арамейский, была основана на финикийской. Со временем арамеи выработали собственный «квадратный» стиль (нынешний еврейский алфавит). Именно его использовали для записи арамейских библейских текстов и других иудейских писаний. С другой стороны, у христиан прижились различные варианты сирийского алфавита. Особым письмом (мандейское письмо) пользуются мандеи для записи своего диалекта.
Кроме того, в древности существовали группы арамеоязычных со своим письмом: набатеи в Петре, пальмирцы в Пальмире. К некоторым новоарамейским языкам (например, туройо) пытаются приспособить латинский алфавит.

## Стадии развития
На рубеже II и I тысячелетий до н. э. арамейский язык был распространён на части территории современной Сирии и в прилегающих районах Ирака. Первые арамейские памятники известны с IX века до н. э. Они найдены на территории современной Сирии.
В хронологическом плане арамейские языки делят на староарамейский, среднеарамейский и новоарамейский периоды. Эта периодизация основана на внутрилингвистических критериях и в общих чертах следует классификации арамейских языков, предложенной немецким арамеистом Клаусом Байером.
- Староарамейский период (XII век до н. э. — II век н. э.), в том числе:
  - Имперский арамейский (VII—III века до н. э.)
  - Библейский арамейский язык[англ.] некоторых книг Библии
  - Арамейский Иисуса Христа (ивр. שפת ישו‎)
- Среднеарамейский период (II век н. э. — 1200 год), в том числе:
  - сирийский
  - Иудейско-арамейские
- Новоарамейский период (с 1200 года)

Совокупность арамейских языков и диалектов, использовавшихся и используемых евреями, называют «еврейско-арамейскими языками». Для среднеарамейского периода их часто называют «иудейско-арамейскими».

## Староарамейский период
Варианты арамейского языка, зафиксированные начиная с первых его памятников (IX век до н. э.) и до эпохи расцвета Сасанидской империи (224 год н. э.) называют «старым (древним) арамейским». Ключевой фазой развития староарамейского стало его принятие в качестве официального в империи Ахеменидов (500—330 годы до н. э.). Иногда различают древний (доахеменидский) и старый (ахеменидский и послеахеменидский) языки. Древний арамейский застал увеличивавшуюся роль арамеоязычных городов для торговли между Месопотамией, Левантом и Египтом. После падения Ахеменидов местное арамеоязычное население стало всё больше развивать собственные черты, что привело к образованию различных диалектных групп и письменных стандартов.

### Древний арамейский

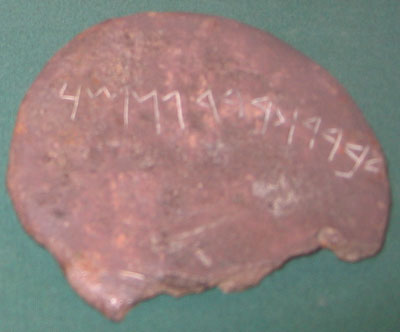
Слиток Бар-Ракиба, сына Панаммува II, царя Сам’аля (нынешний Зенджирли в Турции)

«Древним арамейским» в узком смысле называют язык, существовавший до становления лингва франка Плодородного Полумесяца. До своего грандиозного возвышения арамейский был лишь языком городов-государств арамеев Сирии: Дамаска, Хамы, Арпада (нынешнего Тель-Риф’ата).
Древнейшие надписи, в которых использован арамейский язык, датируют X веком до нашей эры. Большая часть этих надписей — дипломатические документы между арамейскими городами-государствами. Их письмо основано на финикийском. Впоследствии различные алфавиты образовывались в восточных регионах Арама. Помимо этого, влияние арамейского языка расширялось при поддержке ассирийского царства во время правления Тиглат-Паласара III, который объявил арамит международным языком империи, взамен аккадского.
Примерно с 700 года до нашей эры язык стремительно проникает во все сферы, однако теряет свою однородность. Различные диалекты складываются в Ассирии, Вавилоне, Египте и Леванте. В конечном счёте, ведущим стал арамейский язык Ассирии и Вавилонии, подвергшийся влиянию аккадского языка. В России возраст древнейшей арамейской надписи, обнаруженной на раннескифском псалии из села Рысайкино Самарской области, датируется рубежом VIII—VII — второй четвертью VII века до н. э., когда, как считается, сформировался образ бараноптицы.
Арамейский был важнейшим дипломатическим языком. Как описывает Библия (4Цар. 18:26), дипломаты Иезекии, иудейского царя, пожелали общаться с ассирийцами на арамейском, чтобы простой народ на стенах не понял их речь. Около 600 года до н. э. Адон, Ханаанский царь, писал письмо египетскому фараону на арамейском.
Термины «халдейский» и «халдейский арамейский» используют по отношению к языку вавилонской халдейской династии. Он был использован и для описания библейского арамейского, который, как бы то ни было, был написан в более позднем стиле. Необходимо отличать современный халдейский новоарамейский язык.

### Имперский арамейский

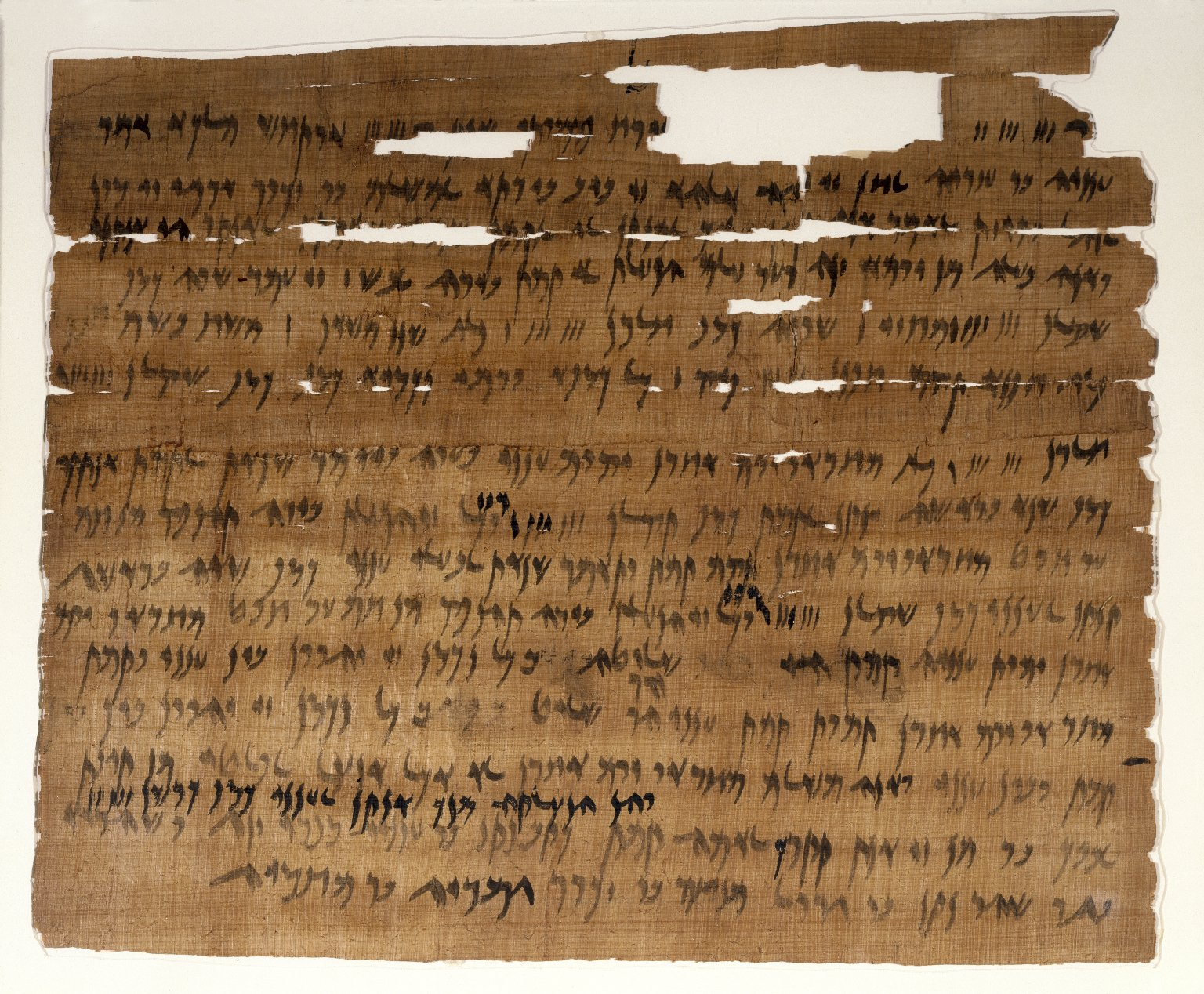
Арамейский свадебный документ. 449 год до н. э

Около 500 года до н. э. после завоевания Месопотамии Ахеменидской Империей при Дарии I, арамейский был адаптирован завоевателями в качестве всеобщего языка переписки между регионами огромной многонациональной империи. Язык этого периода называют «официальным», «канцелярским» или «имперским арамейским».
Имперский арамейский был стандартизированным языком, его орфография основывалась больше на исторических корнях, чем на каком-то из разговорных диалектов. Он был настолько унифицирован, что иногда невозможно определить происхождение отдельного документа, кроме как по редким заимствованиям. Неизбежное взаимное влияние с древнеперсидским словно вдохнуло в него новую жизнь. Даже спустя века после падения державы Ахеменидов во многих иранских языках прослеживается арамейское влияние. Арамейское письмо и арамейские слова (в качестве идеограмм) стали неотъемлемой частью письма пехлеви.
Одним из крупнейших собраний текстов на имперском арамейском являются персеполисские таблички, число которых составляет около 500 штук. Многие из сохранившихся документов засвидетельствовали форму языка, основанную на египетской, например, Элефантинские папирусы. Из них известен рассказ об Ахиакаре, близкий по стилю библейской «Книге Притч Соломона».
Группа из 30-ти арамейских текстов из Бактрии была открыта и исследована, анализ был опубликован в ноябре 2006 года. Написанные на коже тексты запечатлели использование арамейского языка в IV веке до н. э. в ахеменидских администрациях Бактрии и Согдии.

### Послеахеменидский арамейский

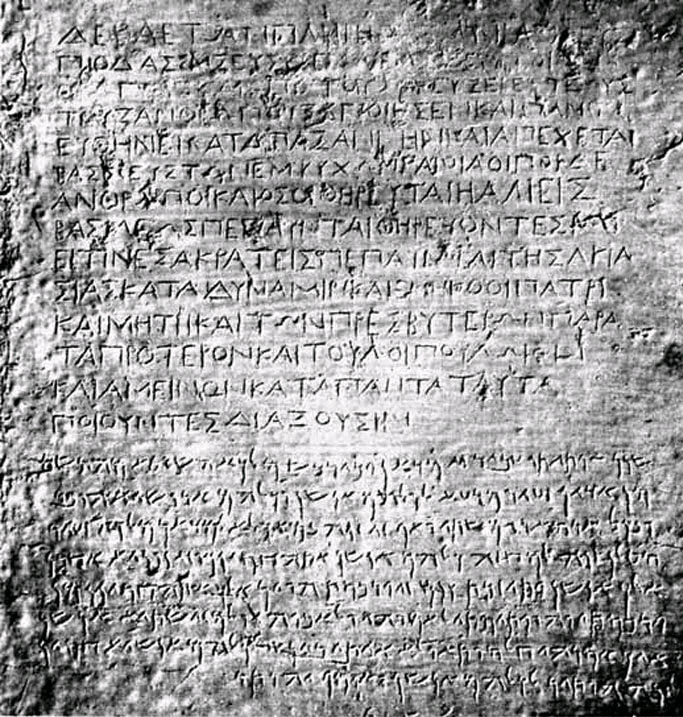
Двуязычная (греко-арамейская) надпись индийского царя Ашоки, III век до н. э., Кандагар, Афганистан

Завоевания Александра Македонского не смогли сразу разрушить единство арамейского языка и ко II веку до н. э. он оставался ещё довольно близок к языку начала V века до н. э. При Селевкидах греческий довольно скоро вытесняет арамейский из общего употребления в Египте и на части территории Сирии, однако арамейский по-прежнему процветает в Иудее, Ассирии, Месопотамии и в землях за Сирийской пустыней — в северной Аравии и Парфии.

#### Библейский арамейский
Библейский арамейский — язык, засвидетельствованный в некоторых местах Танаха:
1. Езд. 4:8 — 6:18 — документы ахеменидского периода, касающиеся обслуживания иерусалимского Храма.
2. Дан. 2:4 — 7:28 — пять различных повествований и апокалиптическое пророчество.
3. Иеремия. 10:11 — одно предложение среди ивритского текста, осуждающее идолов.
4. Быт. 31:47 — отдельный топоним.

С VIII—VI веков до н. э. начали говорить евреи, угнанные сначала в Ассирию из Северного царства, а затем в Вавилонию из Южного царства. Вернувшиеся в конце VI века до н. э. из вавилонского плена в Иудею и оставшиеся в Вавилонии евреи продолжали говорить и писать на арамейском языке. Евреи перестали говорить на арамейском языке только с началом арабских завоеваний в VII веке н. э.
Библейский арамейский по своему характеру представляет собой смешанный диалект (койне). Существуют теории, что разные части библейских арамейских текстов создавались в Вавилонии и Иудее до падения Ахеменидов. Предполагают, что части из книги Даниила были порождены протестными настроениями среди евреев под гнётом Селевкидов и могли ранее существовать как устная литература. Это могло быть одним из факторов, приведших к различию текстов Даниила в Септуагинте и масоретском тексте.
К послеахеменидскому языку относится и хасмонейский арамейский, официальный язык в Иудее в 142 до н. э. — 37 н. э. Этот язык повлиял на кумранские тексты, на нём написана большая часть небиблейских арамейских текстов кумранской общины. Многие таргумы (переводы частей Танаха на арамейский) были изначально выполнены на этом диалекте. Он довольно сильно отличался от имперского арамейского, прежде всего своей орфографией, в большей степени — фонетической, нежели этимологической.
Вавилонский таргумический — поздний послеахеменидский диалект, на котором написаны «официальные» иудейские таргумы: Онкелоса (на Тору) и Йонатана бен Узиэля (на Невиим). Оригинальные хасмонейские таргумы появились в Вавилоне уже во II—III веках н. э. По итогам их редакции в соответствии с вавилонским диалектом и был создан стандартный таргумический язык, заложивший основы вавилонской иудейской литературы на века.
Галилейский таргумический был похож на вавилонский. Хасмонейские таргумы пришли в Галилею во II веке н. э. и были переработаны для местного использования на галилейском диалекте. Галилейский таргум не был достаточно авторитетен для других общин, он несколько раз перерабатывался. В конечном счёте стандартным стал вавилонский таргум, галилейская же версия испытала его сильное влияние.
Вавилонский письменно-деловой арамейский, основанный на хасмонейской редакции с некоторыми изменениями, стал использоваться только с III века н. э. Изначально на нём писали лишь личные письма и документы, а уже с XII века все еврейские светские документы уже писали на нём.

#### Набатейский, пальмирский и аршакидский диалекты

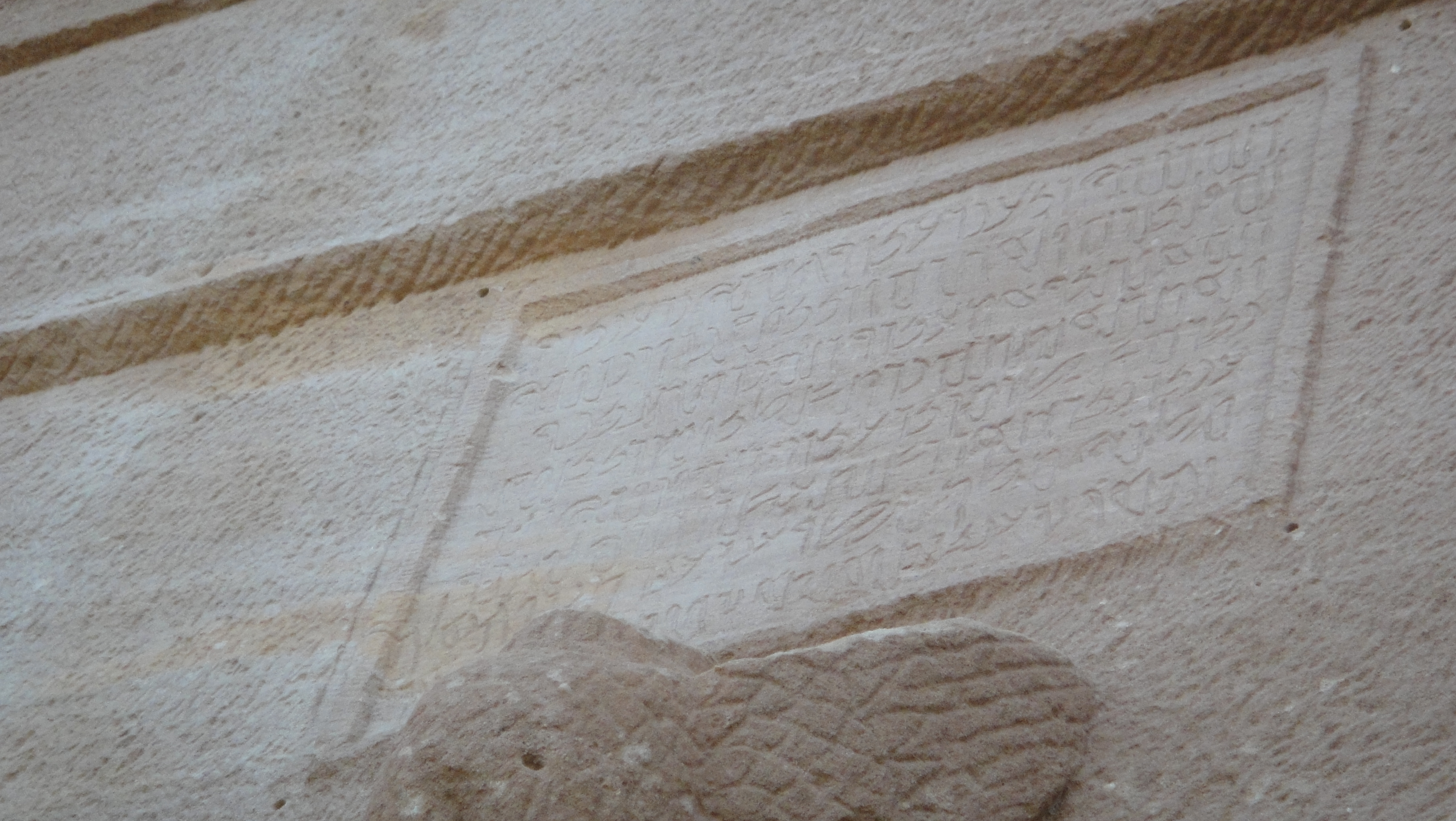
Надпись на набатейском арамейском

Набатейский язык (или диалект) использовался в Набатейском царстве (район города Петра, 200 до н. э. — 106 н. э.), занимавшем западный берег Иордана, Синай и часть Северной Аравии. Предполагают, что набатеи отказались от одного из древних североарабских языков в пользу арамейского (возможно, по экономическим причинам). Основу его составлял ахеменидский вариант, но также на него оказали влияние древние аравийские языки и собственно арабский, который и ассимилировал его к IV веку. Набатеи использовали собственную разновидность семитского письма, позднее ставшую основой арабицы.

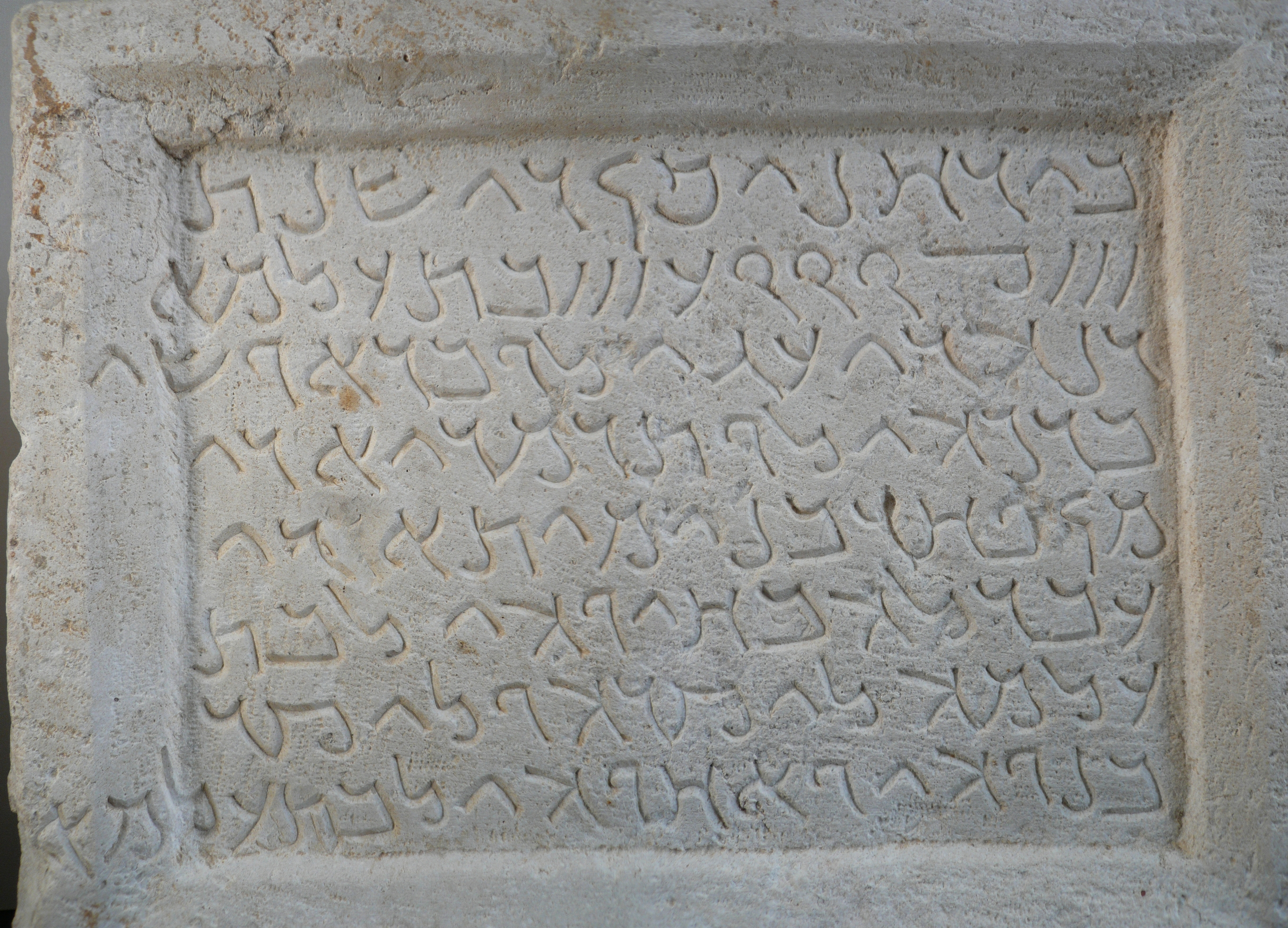
Надпись на пальмирском арамейском

Пальмирский арамейский использовали в городе-государстве Пальмира с 44 года до н. э. до 274 года н. э. Пальмирское округлое письмо было прообразом письма эстрангело. Пальмирский диалект подвергся арабскому влиянию в меньшей степени, чем набатейский.
Аршакидский арамейский, использовавшийся в парфянском царстве (247 год до н. э. — 224 н. э.), представлял собой продолжение имперского арамейского, широко распространённого на западе империи. Арамейское письмо служило основой для пехлеви, письма парфянцев, они использовали гетерограммы, то есть записывали слова по-арамейски, а читали по-парфянски. Аршакиды считали себя преемниками Ахеменидов, поэтому аршакидский арамейский был призван продолжать канцелярскую традицию, заложенную ещё Дарием I. Спустя время это язык был заменён другими быстроразвивающимися языками: разговорным арамейским, грузинским, персидским. Даже после свержения парфянской династии Аршакидов персоязычными Сасанидами аршакидский пехлеви и арамейский по-прежнему влияли на языковую ситуацию в Иране.

## Среднеарамейский период
Во II веке н. э. появляются новые литературные среднеарамейские языки, основанные на современных им разговорных арамейских языках. Их расцвет приходится на 1-е тысячелетие, а упадок связан с арабским завоеванием и повсеместным вытеснением арамейских языков арабским в VII—IX веках. В этот период отчетливо прослеживается деление арамейских языков на западную и восточную группу, возникшее ещё видимо в староарамейский период.
Наиболее известные восточные арамейские языки, распространенные в северо-восточной Сирии и Месопотамии:
- Классический сирийский язык
- Вавилонский иудейско-арамейский язык — язык вавилонского Талмуда и вавилонских таргумов
- Классический мандейский язык — разговорный и литургический язык мандейской общины

В Леванте в это время использовались западно-арамейские языки:
- Иудейский арамейский язык — язык Талмуда, мидрашей и таргумов ранневизантийской эпохи
- Христианский арамейский язык — переводы христианской литературы с греческого в ранневизантийский период
- Самаритянский арамейский язык — язык религиозной литературы самаритянской общины

Все среднеарамейские языки использовали алфавит из 22 знаков. Сирийский и мандейский имели особые виды графики, вавилонский иудейский арамейский использовал «квадратный шрифт», возникший из староарамейского курсива. Христианский палестинский арамейский пользовался сирийским письмом, самаритянский палестинский арамейский записан палеоеврейским курсивом.
С вторжением арабов начинается закат арамейского. Тем не менее в течение всего Средневековья арамейский был в употреблении во многих местах на территории Сирии, Ирака, Ливана.
На протяжении всего Средневековья и вплоть до сегодняшнего дня на еврейском диалекте арамейского языка продолжала и продолжает создаваться обширная раввинистическая литература. В частности, значительную часть галахических трудов традиционно создают на этом языке. Поскольку такая литература предназначена для относительно неширокого круга людей, получивших соответствующее образование, социальный статус арамейского языка в ортодоксальных еврейских общинах достаточно высок.

## Новоарамейские языки
В новоарамейский период сохраняется деление арамейских языков на западную и восточную группы.
Западная группа представлена всего одним языком:
- Западный новоарамейский язык — распространён среди христиан и мусульман в трёх деревнях Сирии, к северу от Дамаска, в каждой из которых существует своё наречие: Маалула, Баха и Джуббадин. Сохранилось около 1—2 тысяч носителей

Восточная группа — представлена большим количеством новоарамейских языков, распространённых к началу XX века в пределах Османской империи и Ирана, в основном среди носителей курдских языков на юго-востоке современной Турции, севере Ирака, в северо-западной части Ирана и на северо-востоке Сирии. Отдельные островки переселенцев были представлены далеко за пределами Курдистана, в частности в Армении, Грузии, Хузистане и южном Ираке. Носители восточных новоарамейских языков в конфессиональном отношении отличаются от большинства окружающего населения тем, что относятся к религиозным меньшинствам Ближнего Востока: христиане, иудеи, мандеи. В течение XX века большая часть носителей восточных новоарамейских языков была либо уничтожена, либо вынуждена эмигрировать, прежде всего, в Европу (Швеция, Германия), США и Россию (включая Закавказье). Количество носителей новоарамейских языков к концу XX века составляло, по некоторым оценкам, около 400 тысяч человек. Общее число восточных новоарамейских языков неизвестно. Они делятся на 3 подгруппы:
- Язык туройо и близкий к нему диалект млахсо на юго-востоке Турции (горный район Тур-Абдин в провинции Мардин), на котором говорят около 70 тысяч человек (большая часть носителей живёт за пределами Тур-Абдина, как в странах Ближнего Востока, так и в странах Европы и Америки)
- Новомандейский язык — разговорный язык мандеев; осталось несколько десятков носителей в городе Ахваз (Иранский Хузистан), ранее также на юге Ирака
- Северо-восточные новоарамейские языки включают десятки языков, между носителями которых часто отсутствует взаимопонимание; число этих языков на протяжении XX века сократилось из-за геноцида и массовых миграций их носителей за пределы региона. На одном из этих языков — урмийском новоарамейском в XIX веке был создан так называемый («современный») ассирийский или «новосирийский» литературный язык с использованием лексики классического сирийского языка. Он стал литературным языком для носителей многих восточноарамейских языков и пользуется сирийской графикой.

## Типологическая характеристика
Серьёзной проблемой арамеистики является то, что собственно арамейских текстов до нас дошло довольно много, но все они достаточно короткие. Короткие тексты вполне позволяют идентифицировать язык, исследовать его фонетику и, в меньшей степени, морфологию, но они малопродуктивны в исследовании синтаксиса и словарного запаса. Действительно обширная и богатая литература представлена либо иудео-арамейским (примерно половина книги Даниила и книги Ездры из Ветхого Завета, оба Талмуда (Иерусалимский и Вавилонский), причём они написаны на разных диалектах арамейского языка, книга Зогар, время написания которой часто относят к значительно более поздней эпохе, таргумы и масса галахической раввинской литературы, которая продолжает пополняться), либо сирийским (переводы Ветхого и Нового Заветов Библии, большое количество христианской литературы, исторические хроники, поэзия) языками.

## В кинематографе
Фильм Мела Гибсона «Страсти Христовы» поставлен на арамейском и латинском языках.